# Божана Апостолова
Божана Георгиева Апостолова-Пейкова е българска поетеса, писателка и издател. Носител на Орден „Стара планина“ I степен за изключително големите си заслуги в развитието на българската култура.

## Биография
Завършва българска филология във Великотърновския университет „Св. св. Кирил и Методий“. Два месеца преди 10 ноември 1989 година напуска тогавашната си месторабота като директор на Дома за култура към тогавашната Дирекция „Местна промишленост и битови услуги“ и започва собствен бизнес.
Тя е собственик на Полиграфически комплекс и Издателска къща „Жанет 45“ и „Студио Стандарт“, както и управител на фондация „Изкуство без граница“.
Инициатор и съучредител на инициативите „Пловдив чете“ и „Младият Пловдив чете“, създава годишната литературна награда за поезия „Иван Николов“.

## Награди
- Награда „Пловдив“ за литература
- „Златен ланец“ на в. „Труд“ за поезия (2001, 2006)[3]
- „Золотая муза“ – за лично творчество и принос в българо-руските културни взаимоотношения
- Носител е на голяма награда „Христо Г. Данов“ за цялостен принос през 2010 година[4]
- През 2011 г. е отличена с наградата „Милош Зяпков“ в Ракитово за стихосбирката „Беше ли любов“[5]

### Поезия
- Нестинарска орис (поезия), 1976.
- Необетован свят (поезия), 1986.
- Както мама се кръсти (поезия), 1996.
- В питието на мрака (поезия), 1996.
- Вселюбов (поезия), 2005.
- Състояние трето (поезия). София: Стигмати, 2002, 90 с.
- Едва я задържам (стихосбирка), ИК „Стигмати“, 2008.
- Възел. София: Факел, 2005, 83 с.
- Божана... едва я задържам. София: Стигмати, 2008, 72 с.
- Беше ли любов. София: Факел, 2010, 64 с. ISBN 978-954-411-168-7[6]
- Сама и обща. Пловдив: Жанет 45, 2019, 100 с. ISBN 978-619-186-499-7
- Божанчето и любовта на лебедите. Пловдив: Жанет 45, 2019, 24 с. ISBN 978-619-186-553-6

### Мемоари
- Делнична библия, I част (преживени истории). 1998
- Делнична библия, II част (преживени истории). София: Захарий Стоянов, 2005, 351 с. ISBN 954-739-655-2
- Душа в душата (спомени за Вера Мутафчиева). Пловдив: Жанет 45, 2019, 136 с. ISBN 978-619-186-518-5

### Белетристика
- Кръстопът без пътища (роман). Пловдив: Жанет 45, 2008, 192 с. ISBN 978-954-336-061-1[7]
- Нощта е също слънце (роман). Пловдив: Жанет 45, 2017, 188 с. ISBN 978-619-186-305-1[8][9]
- Завръщането на визона (роман). Пловдив: Жанет 45, 2019, 180 с. ISBN 978-619-186-478-2

### Книги за деца
- Човекът с небето (книга за деца). Пловдив: Жанет 45, 2002, 16 с. ISBN 954-491-116-2
- Чудото на сензорите. Нова приказка със стари герои
- Малката Божана в нощта на чудесата. Пловдив: Жанет 45, 2012, 68 с. ISBN 978-954-491-776-0[10]
- Малката Божана в деня на боклуците. Пловдив: Жанет 45, 2012, 68 с. ISBN 978-954-491-837-8
- Малката Божана в подводния свят. Пловдив: Жанет 45, 2013, 66 с. ISBN 978-954-491-907-8[11]
- Малката Божана и чудовището Тъмп. Пловдив: Жанет 45, 2013.
- Малката Божана в магазин за смехорийки. Пловдив: Жанет 45, 2013, 70 с. ISBN 978-954-491-926-9